# Friday Night in San Francisco
Friday Night in San Francisco est un album de Paco de Lucía, de John McLaughlin et d'Al Di Meola, sorti en 1981, et enregistré lors d'un concert au Théâtre Warfield de San Francisco, le 5 décembre 1980 (à l'exception du titre Guardian Angel, enregistré et mixé à White Plains).

## Liste des morceaux
| No | Titre                            | Musique                   | Durée |
| -- | -------------------------------- | ------------------------- | ----- |
| 1. | Mediterranean Sundance/Rio Ancho | Paco de Lucía/Al Di Meola | 11:25 |
| 2. | Short Tales of the Black Forest  | Chick Corea               | 8:39  |
| 3. | Frevo Rasgado                    | Egberto Gismonti          | 7:50  |
| 4. | Fantasia Suite                   | Al Di Meola               | 8:41  |
| 5. | Guardian Angel                   | John McLaughlin           | 4:00  |

## Crédits
- Producteurs : Paco de Lucía, John McLaughlin et Al Di Meola.
- Producteurs exécutifs : Philip Roberge et Barrie Marshall.
- Ingénieurs : Tim Pinch, Tom Pinch, Rex Olsen.